# 13 fantome
13 fantome, cu titlul original Thirteen Ghosts (cunoscut și ca 13 Ghosts; scris stilizat Thir13en Ghosts) este un film de groază american din 2001, regizat de Steve Beck. Este un remake al filmului 13 fantome din 1960, de William Castle. Este a doua refacere de către Dark Castle Entertainment a unui film al lui Castle, după House on Haunted Hill. Filmul a fost realizat în întregime în împrejurimile Vancouverului, în Columbia Britanică, Canada.

## Distribuție
- Tony Shalhoub în rolul lui Arthur Kriticos
- Embeth Davidtz în rolul lui Kalina Oretzia
- Matthew Lillard în rolul lui Dennis Rafkin
- Shannon Elizabeth în rolul lui Kathy Kriticos
- Alec Roberts în rolul lui Bobby Kriticos
- Rah Digga în rolul lui Maggie Bess
- F. Murray Abraham în rolul lui Cyrus Kriticos
- J.R. Bourne în rolul lui Ben Moss
- Mikhael Speidel în rolul lui Billy Michaels/The First Born Son
- Daniel Wesley în rolul lui Jimmy "The Gambler" Gambino/The Torso
- Laura Mennell în rolul lui Susan LeGrow/The Bound Woman
- Kathryn Anderson în rolul lui Jean Kriticos/The Withered Lover
- Craig Olejnik în rolul lui Royce Clayton/The Torn Prince
- Shawna Loyer în rolul lui Dana Newman/The Angry Princess
- Xantha Radley în rolul lui Isabella Smith/The Pilgrimess
- C. Ernst Harth în rolul lui Harold Shelburne/The Great Child
- Laurie Soper în rolul lui Margaret Shelburne/The Dire Mother
- Herbert Duncanson în rolul lui George Markley/The Hammer
- Shayne Wyler în rolul lui Ryan Kuhn/The Jackal
- John DeSantis în rolul lui Horace "Breaker" Mahoney/The Juggernaut (creditat ca John De Santis)